# Úsměv (film, 2022)
Úsměv (v anglickém originále Smile) je americký psychologický horor z roku 2022, který napsal a režíroval Parker Finn na motivy svého krátkého filmu Laura Hasn't Slept z roku 2020. Ve filmu hraje Sosie Baconová terapeutku, která poté, co se stane svědkem bizarní sebevraždy své pacientky, prochází stále znepokojivějšími a skličujícími zážitky, což ji vede k přesvědčení, že to, co prožívá, je nadpřirozené. Ve filmu dále hrají Jessie T. Usher, Kyle Gallner, Caitlin Stasey, Kal Penn a Rob Morgan.
Celovečerní adaptace krátkého filmu Finn byla oznámena v červnu 2020 a v říjnu 2021 bylo doplněno herecké obsazení. Natáčení začalo ještě ten měsíc a odehrávalo se v New Jersey. Původně bylo plánováno streamované vydání prostřednictvím služby Paramount+, ale po silně pozitivních testovacích projekcích se studio rozhodlo film uvést do kin. Světová premiéra filmu Smile se uskutečnila 22. září 2022 na festivalu Fantastic Fest a do amerických kin jej společnost Paramount Pictures uvedla 30. září 2022.

## Děj
Na psychiatrickém oddělení se psychiatrička Dr. Rose Cotterová (Sosie Bacon) setkává s nedávno přijatou pacientkou Laurou Weaverovou (Caitlin Stasey), doktorandkou, která byla svědkem sebevraždy svého profesora. Tvrdí, že jako jediná vidí bytost, která předstírá, že je jiným člověkem, a usmívá se na ni. Laura dostane záchvat paniky a má křeče. Když Rose volá o pomoc, Laura se na ni usměje a pak si sama podřízne tvář a pak i hrdlo střepem z rozbité vázy.
Po sebevraždě je Rose svědkem toho, jak se na ni pacient Carl usmívá a křičí, že zemře. Když nařídí, aby Carla spoutali, Rose najednou vidí, že Carl celou dobu spal. V obavách o Roseino duševní zdraví jí její nadřízený doktor Morgan Desai (Kal Penn) dá týdenní dovolenou. Nadpřirozené jevy pokračují a poškozují Roseiny vztahy se snoubencem Trevorem a její sestrou Holly. Rose má s Holly napjatý vztah od smrti jejich násilnické matky, která se předávkovala a jejíž tělo objevila mladá Rose. Rose vidí dřevěný vláček, který koupí jako dárek k narozeninám pro svého synovce. Na inkriminované oslavě narozenin synovec dárek rozbalí a objeví v krabici Roseinu mrtvou kočku, která zmizela předchozího večera. Na oslavě je přítomen i jeden host, který se na Rose usmívá. Rose upadne na skleněný stolek a zraní se. Snaží se vysvětlit, co se jí děje, ale Holly jí nenaslouchá a pokládá ji za blázna. Dodatečně, když Rose nasedne do auta, démon převezme podobu Holly a pořádně ji vyděsí, čemuž přihlíží její synovec z okna. Rose se setká s obsluhou, která se na ni usmívá a přesvědčuje ji, že je nyní prokletá.
Když Rose zjistí, že se na ni Lauřin profesor usmíval i během své smrti, navštíví jeho vdovu Victorii, která tvrdí, že se její manžel začal chovat jinak poté, co byl svědkem sebevraždy. Rose navštíví svého bývalého přítele, detektiva Joela (Kyle Gallner), který vyšetřoval Lauřinu smrt. Oba procházejí policejní záznamy; v několika případech někdo trpí nadpřirozeným strašením, než se s úsměvem zabije, a pak tuto kletbu předá svědkovi, což způsobí řetězovou reakci. Joel zjistí, že žádná z prokletých obětí nevydrží déle než týden, kromě Roberta Talleyho (Rob Morgan), který je ve vězení za vraždu cizího člověka. Rose a Joel navštíví Talleyho pod záminkou, že byl proklet jeden z Roseiných pacientů. Talley jim vysvětlí, že ta věc žije z traumatu a jediný způsob, jak přerušit řetěz, je zabít někoho jiného, a to před svědkem, na kterého se kletba přenese.
Démon na sebe později vezme podobu Roseiny terapeutky, doktorky Madeline Northcottové, a během terapeutického sezení na Rose zaútočí a řekne jí, že „už je skoro čas“, čímž jí předpoví a zároveň připomene její nevyhnutelnou, blížící se smrt. V nemocnici před očima Desaiové zavraždí Carla, kterému stáhne kůži z obličeje, ale i to byla pouze halucinace. Poté, co Desai zahlédne v autě nevyzpytatelné Rose nůž, zavolá na ni policii. Rose odjíždí do svého odlehlého, opuštěného bývalého rodinného domu, zatímco se ji Joel snaží vypátrat. Rose, která má v plánu připravit démona o svědky, se ukryje v domě, kde zjistí, že démon na sebe vzal podobu její mrtvé matky. Vyjde najevo, že Rose svou matku ve skutečnosti našla krátce předtím, než se předávkovala, a matku s obavami ignorovala, když ji prosila o pomoc. Rose se postaví démonovi, který se promění ve vysokou, zdeformovanou verzi Roseiny matky. Zapálí démona lucernou, čímž ho zdánlivě zabije a ukončí kletbu. Rose jede do Joelova bytu a utěšuje se u něj, dokud si neuvědomí, že démon na sebe bere jeho podobu. Při útěku Rose zjistí, že je stále ve starém domě, právě když přijíždí skutečný Joel – vše, co se stalo od chvíle, kdy vstoupila do domu, byla halucinace.
V panice se Rose vrací do domu a zamyká za sebou dveře. Démon Rose přemůže a strhne si obličej, čímž jí odhalí svou pravou podobu - bytost bez kůže s dlouhým úsměvem, obsahující jakousi matrjošku úšklebků. Rose se dostane do transu, v němž je zcela paralyzována, a démon ji posedne tím, že jí celý vleze do úst. Když Joel vstoupí do domu, najde Rose, jak se máčí v benzinu. Rose se pak s úsměvem otočí a škrtne sirkou. Když se Rose zapálí, stále se usmívajíc, Joel jen bezmocně přihlíží, jak na něj přenáší kletbu.

## Obsazení
| Sosie Bacon        | Dr. Rose Cotter            |
| Meghan Brown Pratt | desetiletá Rose            |
| Caitlin Stasey     | Laura Weaver               |
| Jessie T. Usher    | Trevor                     |
| Kal Penn           | Dr. Morgan Desai           |
| Robin Weigert      | Dr. Madelaine Northcott    |
| Judy Reyes         | Victoria Munoz             |
| Gillian Zinser     | Holly                      |
| Dora Kiss          | Matka Rose                 |
| Kevin Keppy        | Rosina matka z nočních můr |
| Nick Arapoglou     | Greg                       |
| Sara Kapner        | Stephanie                  |
| Jack Sochet        | Carl Renken                |

## Laura Hasn't Slept
Na začátku byl Finnův krátký film Laura Hasn't Slept, ve kterém mladá žena hledá pomoc u terapeuta a zoufale se snaží zbavit opakující se noční můry.
V tomto deset minut dlouhém snímku je Laura u svého terapeuta a vysvětluje, že se jí poslední týden zdá ten stejný sen a že poslední dvě noci nespala. Její sen probíhá pokaždé stejně, avšak s rozdílným začátkem. Pokaždé přijde do kontaktu s mužem, který se na ni nepřirozeným způsobem usmívá a že jí chce ukázat jeho pravou tvář, kterou ale Laura nechce vidět, protože se bojí, že uvidí-li jeho pravou tvář, zemře. Její psychiatr se jí zeptá, proč vůbec přišla za ním do kanceláře. Proč za ním přišla rozebírat její sny. Lauru tyto otázky opravdu vyděsí a odpoví mu, že chce pouze dát konec jejím nočním můrám. 
Psycholog se jí poté nejistě zeptá, zda je její terapeut a zda se vůbec znají. Zeptá se jí, zda se jí toto vše pouze nezdá.
Kancelář se v tomto okamžiku začne bořit. Knihy z knihoven vypadají, zdi praskají a celá místnost je zahalena v decentním stínu. Laura se dívá na muže sedícího v křesle naproti ní, kterého pokládala za svého terapeuta, jak se mu na tváři vytváří úsměv, přesně ten, který vídá ve snu. (ten, který je motivem nadcházejícího celovečerního snímku) Laura hbitě vstane z gauče a rozprostře se podél zdi. Muž prohlásí, že vypadá unaveně a že disponuje něčím, co jí pomůže spát. Pokusí se utéct dvojitými dveřmi, ale zjistí, že za nimi je pouze zeď a že není kam utéct.
Muž vstane z křesla, nepřirozeně bezduše se narovná a strhne si kůži z oblíčeje. Démonický hlas pobízí Lauru, aby se na něj podívala zatímco ona má zakryté oči oběma dlaněma. Zkouší se profackovat ve snaze se probudit, ale je to k ničemu. Po přibližně půl minutě se odváží pomalu rozhlédnout po celé místnosti, ale nikoho nevidí. Odebere se k závěsu, za kterým uvidí zvláštní modrá pulzující světla ve tvaru úsměvu. Otočí se a do několika vteřin je přepadena tím mužem, jehož obličej už tvoří pouze svalovina. Film končí záběrem na vyděšenou křičící Lauru, jak si rve kůži z vlastního obličeje. 
Počátkem března téhož roku získal tento krátký film Zvláštní uznání poroty v kategorii Midnight Short na festivalu South by Southwest. V září 2021 byl oznámen film s názvem Something's Wrong with Rose (Něco je špatně s Rose), do jehož titulní role byla obsazena Sosie Baconová. Společnosti Paramount Players a Temple Hill Entertainment vstoupily do filmu jako koproducent.
Hlavní natáčení začalo 11. října 2021 v New Jersey, mimo jiné ve městě Hoboken, a skončilo 24. listopadu 2021.

### Marketing
Propagační materiály, které byly zveřejněny, zahrnovaly osmivteřinový teaser 26. května 2022, 40sekundový teaser trailer promítaný na projekcích filmu Top Gun: Maverick a Zločiny budoucnosti na začátku června 2022 a dvouminutový trailer a plakát 22. června 2022. Brad Miska z Bloody Disgusting popsal záběry jako „dost generické“, ale řekl, že vynikají podobností s filmem Kruh. Shania Russellová na blogu /Film přirovnala film ke Kruhu, Neutečeš a Vadí nevadí a napsala: „Je to všechno velmi povědomé a pravděpodobně není příliš těžké si představit, jak bude film postupovat, ale lekačky budou rozhodovat o zážitku a na základě traileru je Smile více než slibný.“
Během několika zápasů Major League Baseball o víkendu před uvedením filmu do kin došlo ke zjevnému virálnímu marketingovému triku, kdy studio nebo marketingová firma zakoupila místa za domácí metou, přičemž herci se po delší dobu maniakálně usmívali do kamery na záběr nadhazovač-baterie. Někteří herci měli na sobě trička s názvem a logem filmu.

### Vydání
Světová premiéra filmu Smile proběhla 22. září 2022 na festivalu Fantastic Fest a následně 27. září na festivalu Beyond Fest. Ve Spojených státech byl film uveden 30. září 2022 společností Paramount Pictures. Prezident a generální ředitel Paramount Pictures Brian Robbins uvedl, že film Smile byl původně plánován pouze pro streamování na Paramount+, ale studio se nakonec rozhodlo film uvést do kin kvůli dobrým výsledkům testovacích projekcí.
V Česku měl film premiéru 29. září 2022.

## Přijetí a kritika
Na serveru Rotten Tomatoes má film na základě 156 recenzí 78 % a průměrné hodnocení 6,6/10. Kritici se shodli na tom, že „hluboce děsivé vizuální efekty a vynikající Sosie Baconová dále zvyšují znepokojující zkoumání traumatu ve filmu Smile a přispívají k tomu, že se jedná o vzácný celovečerní film, který uspokojivě rozšiřuje krátkometrážní snímek.“ Na serveru Metacritic má film na základě 31 kritiků vážený průměr 68 bodů ze 100, což znamená „obecně příznivé hodnocení“. Diváci dotazovaní v anketě CinemaScore udělili filmu průměrnou známku „B-“ na stupnici od A+ do F, zatímco diváci na PostTraku udělili filmu celkově kladné hodnocení 69 %, přičemž 53 % z nich uvedlo, že by film rozhodně doporučilo.
Marisa Mirabal z IndieWire udělila filmu známku B-, přičemž si všimla jeho dějové podobnosti s filmy jako Neutečeš, Kruh, Oculus a Nezvratný osud. Napsala: „Úsměv naviguje nezhojená traumata nadpřirozenou optikou a rozpustilou juxtapozicí, přestože působí jako stín jiných příběhů“, a dodala, že „přináší podmanivou a klaustrofobickou mentální pekelnou krajinu, která způsobí úšklebek i úšklebek.“ Tasha Robinsonová z Polygonu napsala: „Úsměv je často trikový, až kýčovitý horor, nabitý tolika lekačkami, že samotná kupa hraničí se smíchem...Úsměv je ale také horor, který se nedá označit jako horor. Ale bez ohledu na to, jak moc se oprávněné lekačky hromadí, jsou překvapivé a přesvědčivé. Střih a hudba jsou působivě vyladěny pro maximální účinek, kdykoli se pomalu se stupňující napětí vyřeší náhlým, ošklivým překvapením. To vše dělá z Úsměvu účinnou, i když neobyčejně neúprosnou jízdu.“
Kevin Maher z The Times napsal: „Je tu několik pěkných lekaček a Bacon je charismatický, ale je to bolestně odvozené a nudné.“ Filmu dal 2 z 5 hvězdiček.